# Striktur
|  | Sammenskrivningsforslag Artiklen Striktur er foreslået føjet ind i Organ. (Siden marts 2020) Diskutér forslaget |

Striktur er et medicinsk udtryk som betegner en forsnævring af et organ.
| Lægevidenskab | Spire Denne artikel om lægevidenskab er en spire som bør udbygges. Du er velkommen til at hjælpe Wikipedia ved at udvide den. |